# Onthophagus satoi
Onthophagus satoi är en skalbaggsart som beskrevs av Ochi, Shimada och Masahiro Kon 2003. Onthophagus satoi ingår i släktet Onthophagus och familjen bladhorningar. Inga underarter finns listade i Catalogue of Life.